# Cyrtus
Cyrtus is een vliegengeslacht uit de familie van de spinvliegen (Acroceridae).

## Soorten
- C. gibbus (Fabricius, 1794)